# Francisco Bertocchi
Francisco Bertocchi Fernández (Montevideo, Uruguay, 6 de agosto de 1946) es un exfutbolista y entrenador uruguayo de fútbol.
En su etapa de futbolista se desempeñaba como mediocampista.

## Trayectoria

### Como futbolista
Comenzó su carrera jugando para Montevideo Wanderers en Uruguay, debutando en el fútbol profesional en 1967.
Al año siguiente, se trasladó a Ecuador para unirse a Liga de Quito. En 1969, logró el récord de anotar la mayor cantidad de goles en un partido del campeonato ecuatoriano. Precisamente, el 16 de octubre marcó ocho de los once goles en una victoria de su equipo por 11-0 sobre el América de Ambato. Al final del año, se convirtió en el máximo goleador de la Serie A de Ecuador y también ganó el título de la liga ecuatoriana, siendo el primer título para el club albo. En 1970, fue el máximo goleador de la Copa Libertadores junto al argentino Oscar Más. Luego regresó a su país para jugar en Peñarol y más tarde en Liverpool de Montevideo.
En 1973, se trasladó al Monterrey de México. Su debut fue el 21 de julio ante Gualadajara por la segunda jornada de la liga mexicana en la temporada 1973-74. En su primera temporada en el club anotó 18 goles y también se destaca un doblete marcado contra Veracruz.
En la temporada 1975-76 no jugó gran parte del torneo, debido a una lesión. Su último partido con el Monterrey fue el 17 de noviembre de 1976 en un partido ante Jalisco. Durante su etapa que estuvo allí marcó 37 goles y a pesar de ser el cerebro en el centro del campo de Rayados, no logró ganar ningún campeonato de liga.
Para la temporada 1977-78, fichó por Tampico Madero, donde jugó hasta la temporada 1980-81. Durante su etapa allí marcó 26 goles.

### Como entrenador
En 1990 dirigió a Liga de Quito pero no terminó su etapa como entrenador, debido a que fue reemplazado por Polo Carrera quien obtuvo el campeonato de la liga ecuatoriana de ese año.
En 1996 dirigió nuevamente a los centrales por la liguilla final del no descenso del Campeonato Ecuatoriano.

## Selección nacional
Fue convocado a la selección uruguaya para disputar las eliminatorias de la Clasificación de Conmebol para la Copa Mundial de Fútbol de 1974.
Con su selección disputó diez encuentros y anotó un gol.

### Participaciones en eliminatorias
- Clasificación de Conmebol para la Copa Mundial de Fútbol de 1974

## Clubes

### Como futbolista
| Club          | País    | Año         |
| ------------- | ------- | ----------- |
| Peñarol       | Uruguay | 1967 - 1968 |
| Liga de Quito | Ecuador | 1968 -1970  |
| Peñarol       | Uruguay | 1970        |
| Liverpool     | Uruguay | 1970 - 1971 |
| Monterrey     | México  | 1973 - 1977 |
| Tampico       | México  | 1977 - 1981 |

### Como entrenador
| Club          | País    | Año         |
| ------------- | ------- | ----------- |
| El Nacional   | Ecuador | 1987        |
| Liga de Quito | Ecuador | 1989 - 1990 |
| Cienciano     | Perú    | 1995        |
| Liga de Quito | Ecuador | 1996        |

## Palmarés

### Como futbolista

#### Campeonatos nacionales
| Título             | Club          | País    | Año  |
| ------------------ | ------------- | ------- | ---- |
| Serie A de Ecuador | Liga de Quito | Ecuador | 1969 |

#### Distinciones individuales
| Distinción                                          | Año  |
| --------------------------------------------------- | ---- |
| Máximo goleador de la Serie A de Ecuador (26 goles) | 1969 |
| Máximo goleador de la Copa Libertadores (9 goles)   | 1970 |